# Contea di Shanglin
La contea di Shanglin (上林县S, Shànglín XiànP) è una contea della Cina, situata nella regione autonoma di Guangxi e amministrata dalla prefettura di Nanning.